# Lemma von Kakutani
Das Lemma von Kakutani ist mathematischer Lehrsatz, der sowohl dem Gebiet der Konvexgeometrie als auch dem der Funktionalanalysis zugerechnet werden kann. Es geht auf eine Arbeit des japanischen Mathematikers Shizuo Kakutani aus dem Jahr 1937 zurück und behandelt eine Eigenschaft konvexer Mengen in reellen Vektorräumen.

## Formulierung des Lemmas
Das Lemma lässt sich formulieren wie folgt:
Gegeben seien ein reeller Vektorraum {\displaystyle X} und darin zwei disjunkte konvexe Teilmengen {\displaystyle C_{1},C_{2}\subset X} sowie ein außerhalb dieser beiden Mengen gelegener Punkt {\displaystyle x\in {X\setminus (C_{1}\cup C_{2})}}.
{\displaystyle {\Gamma }_{i}\subset X\;(i=1,2)} sei jeweils die konvexe Hülle von {\displaystyle \{x\}\cup C_{i}}.
Dann gilt:
Mindestens eine der beiden Schnittmengen {\displaystyle {\Gamma }_{1}\cap C_{2}\;,\;{\Gamma }_{2}\cap C_{1}} ist die leere Menge.

## Folgerung: Ein Satz von Marshall Harvey Stone
Aus dem Lemma von Kakutani lässt sich mit Hilfe des Zornschen Lemmas ein Satz von Marshall Harvey Stone folgern, den Frederick A. Valentine in seinem Lehrbuch Konvexe Mengen als grundlegend bezeichnet. Dieser Satz lässt sich folgendermaßen formulieren:
In jedem reellen Vektorraum {\displaystyle X} existiert zu je zwei disjunkten nichtleeren konvexen Teilmengen {\displaystyle C_{1},C_{2}\subset X} stets eine Zerlegung {\displaystyle Z_{1}{\dot {\cup }}Z_{2}=X} mit umfassenden konvexen Teilmengen {\displaystyle Z_{i}\supset C_{i}\;(i=1,2)} .
Hinsichtlich der Namensgebung ist anzumerken, dass Kelley/Namioka den genannten Satz als Satz von Stone (englisch Stone’s theorem) bezeichnen, während aus der Darstellung von Valentine eher zu entnehmen ist, dass der Satz in gleichem Maße Kakutani zuzuweisen ist und vermutlich auch von anderen Mathematikern gezeigt wurde. Bemerkenswert an der Darstellung von Valentine ist der Umstand, dass er das Lemma von Kakutani implizit beim Beweis benutzt, jedoch nicht explizit als solches nennt.

### Bezug zum Trennungssatz von Eidelheit
Von Gottfried Köthe wird der Satz von Stone als Trennungssatz genannt, denn er steht in direkter Beziehung zum Trennungssatz von Eidelheit (englisch Eidelheit’s Separation Theorem), welcher seinerseits hinführt zur Geometrischen Form des Satzes von Hahn-Banach. Der eidelheitsche Trennungssatz gab Shizuo Kakutani den Anlass zu seiner Arbeit von 1937.
Der Trennungssatz von Eidelheit lässt sich konvexgeometrisch angeben wie folgt:
Es sei {\displaystyle X} ein reeller topologischer Vektorraum und darin enthalten seien zwei nichtleere konvexe Teilmengen {\displaystyle C_{1},C_{2}\subset X}.
{\displaystyle C_{1}} besitze innere Punkte, von denen jedoch keiner zugleich ein Punkt von  {\displaystyle C_{2}} sei.

Dann gilt:
 (1) Es gibt innerhalb {\displaystyle X} eine {\displaystyle C_{1}} und {\displaystyle C_{2}} trennende abgeschlossene reelle Hyperebene {\displaystyle H\subset X} derart, dass keiner der inneren Punkte von {\displaystyle C_{1}} zugleich ein Punkt von {\displaystyle H} ist.
 (2) Sind hierbei sogar sowohl {\displaystyle C_{1}} als auch {\displaystyle C_{2}} offene Teilmengen von {\displaystyle X}, so liegen sie in verschiedenen offenen Halbräumen und werden in diesem Sinne durch {\displaystyle H} voneinander strikt getrennt.
Bei Valentine ist sogar ein noch allgemeinere Version des Trennungssatzes zu finden.